# مسابقات فوتبال زیر ۱۹ سال آسیا ۲۰۲۰
مسابقات فوتبال زیر ۱۶ سال آسیا ۲۰۲۰ (انگلیسی: 2020 AFC U-19 Championship‎)به میزبانی کشور ازبکستان قرار بود برگزار شود اما به دلیل شیوع ویروس کرونا کامل لغو شد.

## مسابقات
۱۶ تیم شرکت کننده در رقابتهای قهرمانی زیر ۱۹ سال آسیا ۲۰۲۰ در ۴ گروه ۴ تیمی به شرح زیر به رقابت پرداختند:
گروه A: ازبکستان، اندونزی، کامبوج، ایران
گروه B: کره جنوبی، ژاپن، عراق، بحرین
گروه C: عربستان، استرالیا، ویتنام، لائوس
گروه D: قطر، تاجیکستان، مالزی، یمن